# Japansäge
Die Japansäge (auch: Japanische Säge, japanisch 鋸 nokogiri) ist eine Handsäge und das japanische Gegenstück zu der in Europa verbreiteten Feinsäge oder dem Fuchsschwanz. Im Gegensatz zu diesen Sägen arbeitet eine Nokogiri ausschließlich auf Zug.
Während auf Druck wirkende Sägen ein relativ breites und starres Blatt benötigen und sich trotzdem verbiegen können, ermöglicht das Zugprinzip der japanischen Sägen ein dünneres Sägeblatt (0,3–0,6 mm, bei Zimmermannssägen auch bis ca. 1 mm), was sehr feine Schnitte mit geringem Kraftaufwand erlaubt. Aufgrund dieser Eigenschaft nimmt die Beliebtheit dieses Sägetyps auch außerhalb Japans zu. Japansägen finden in vielen Bereichen der Holzbearbeitung und -verarbeitung Anwendung, etwa in der Zimmerei oder der Baumpflege.

## Sägentypen
- Die Dōzuki (胴付き(鋸), Dōzuki(noko), „Säge mit Rumpf“) ist eine einseitig verzahnte Rückensäge. Sie wird vor allem für präzise Schnitte eingesetzt, ähnlich der europäischen Feinsäge.

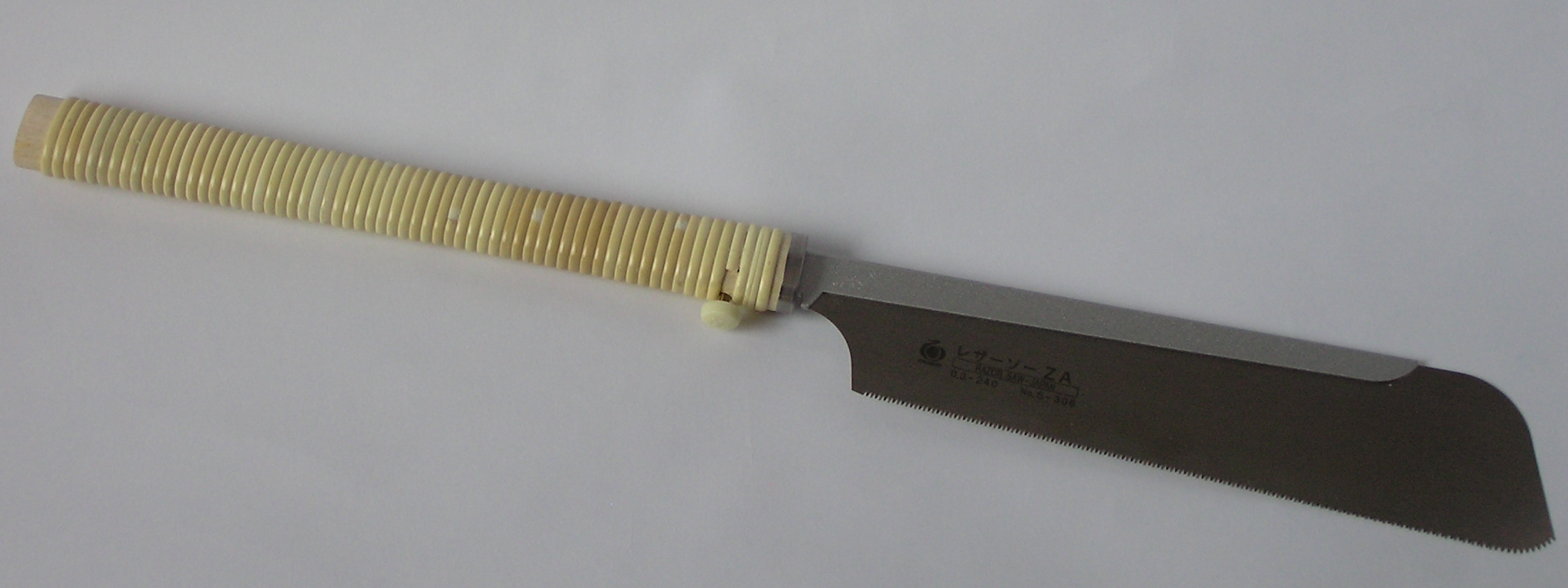
Dozuki montiert
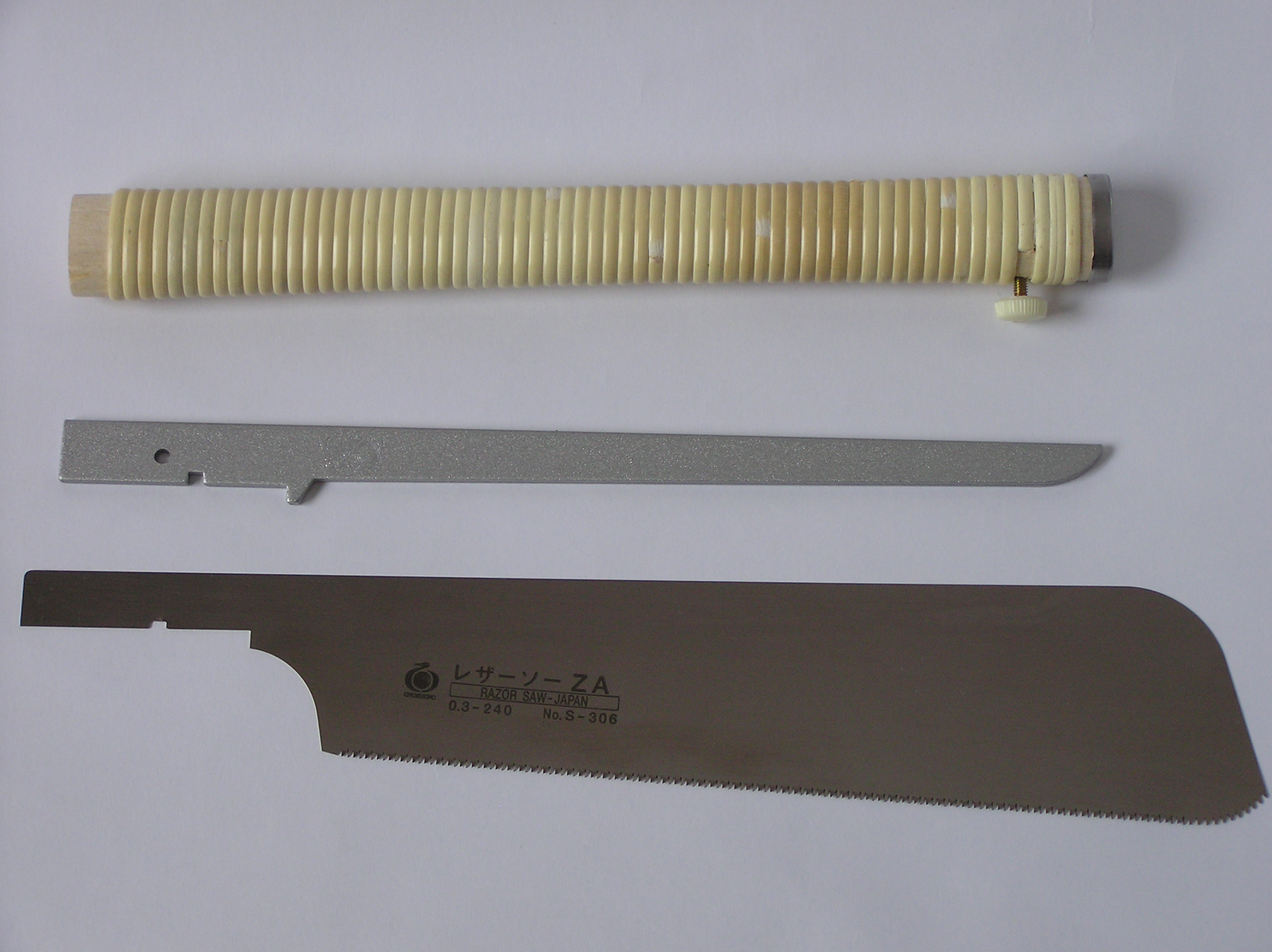
Dozuki zerlegt in  Griff, Rücken & Sägeblatt
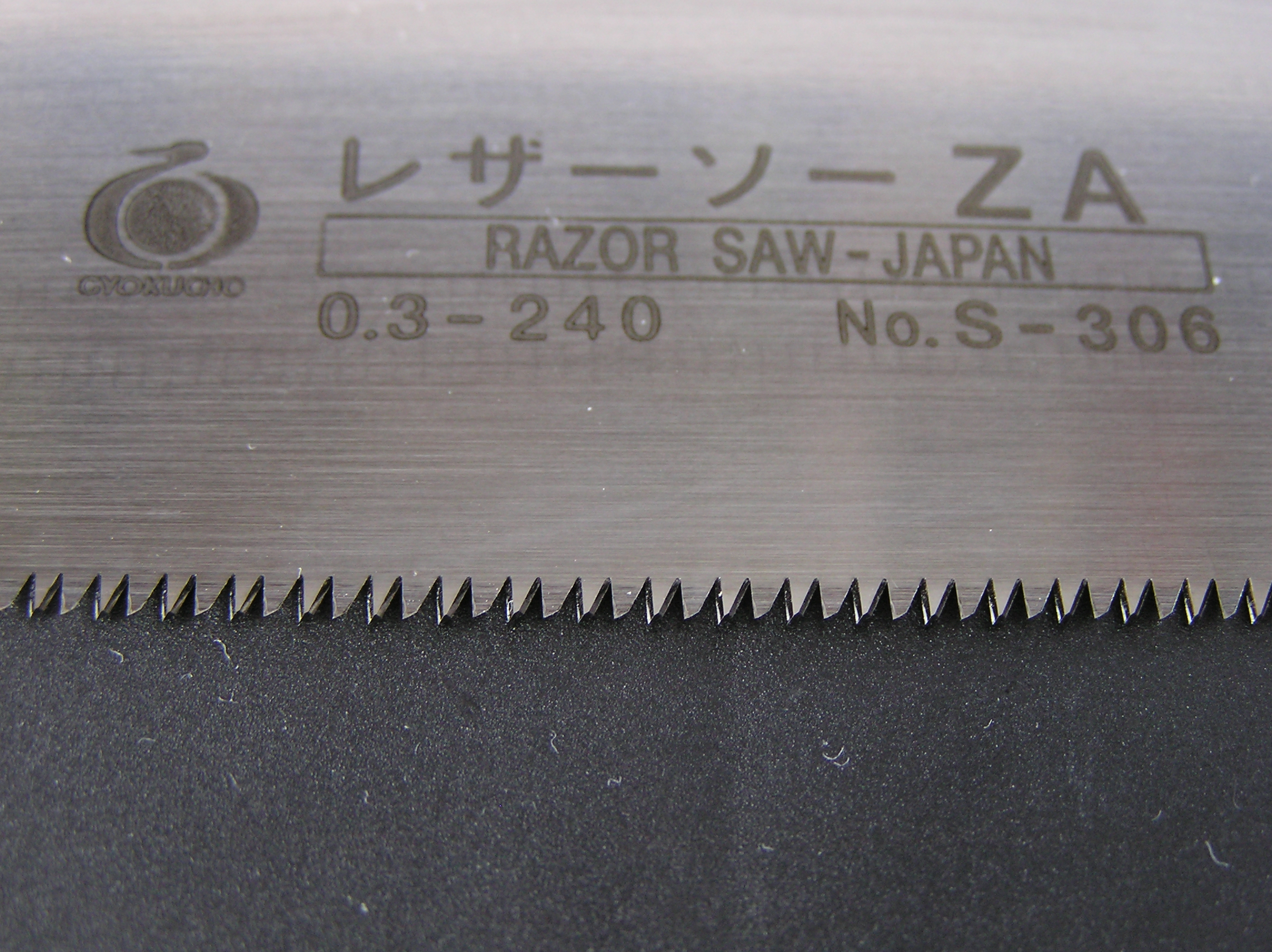
Dozuki-Sägeblatt Schnittbreite 0,3 mm

- Die Kataba (片歯, „einseitige Zähne“) ist eine einseitig verzahnte Säge ohne Rücken. Diese wird für große und tiefe Schnitte verwendet, auch in der Zimmerei.

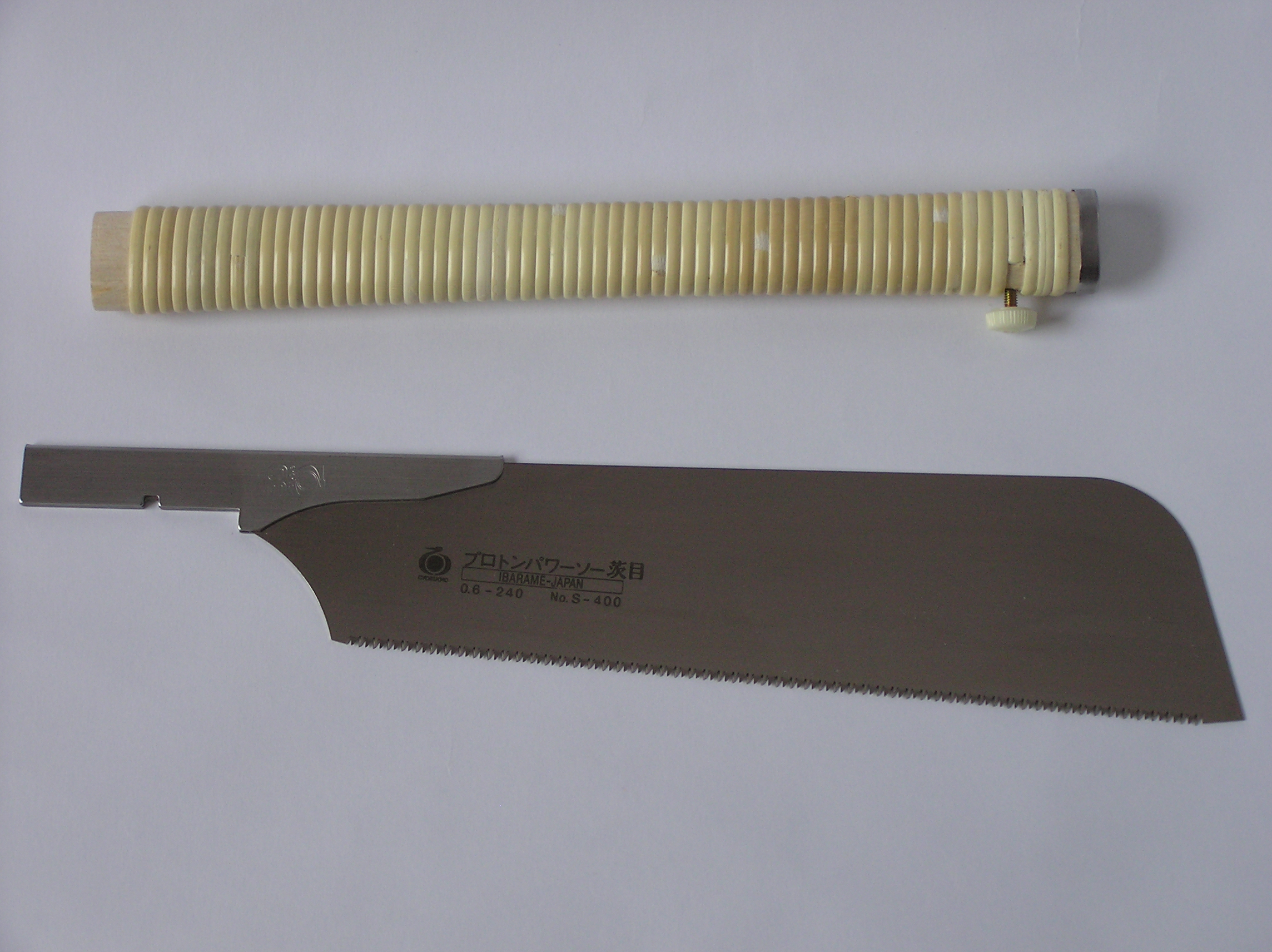
Kataba zerlegt in Griff und Blatt, verkürzter Rücken und Sägeblatt sind festverbunden
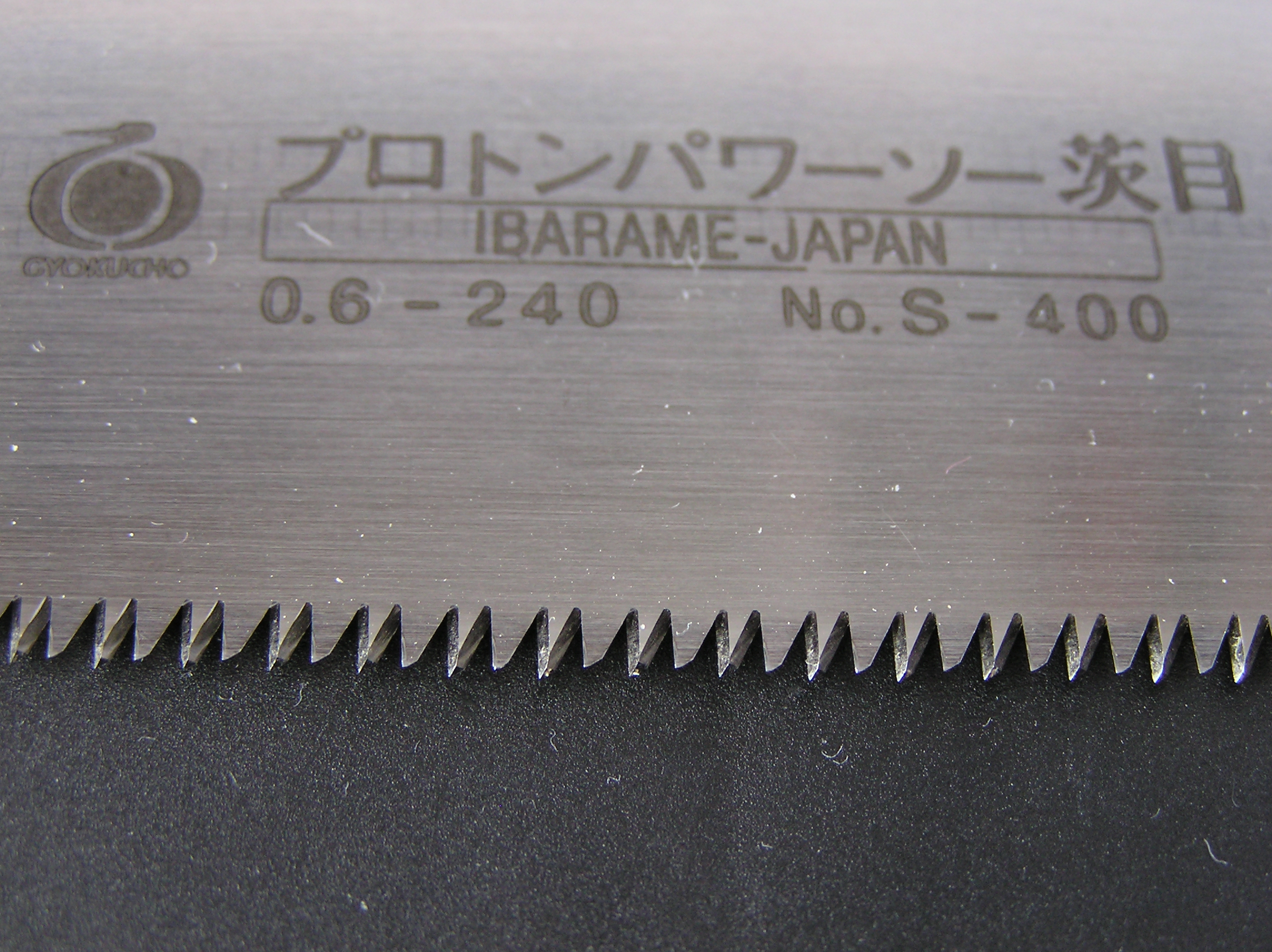
Kataba: Sägeblatt Schnittbreite 0,6 mm
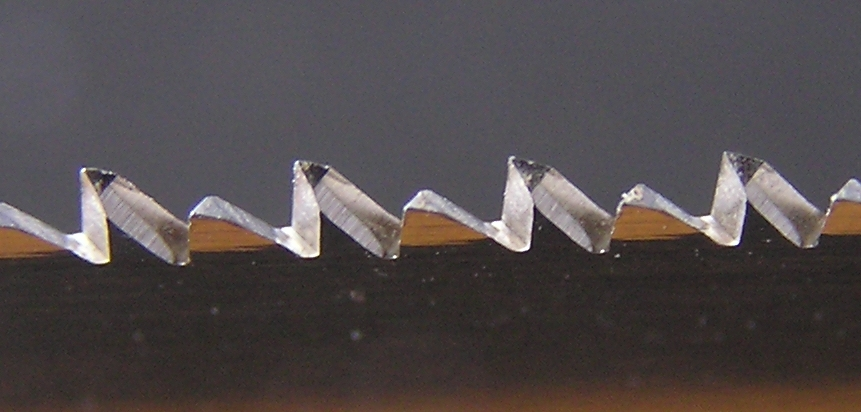
Kataba: die Sägezähne sind in drei Flächen geschliffen und leicht geschränkt.

- Die Kobiki (木挽, „Holzsäge“) dient dem Auftrennen von Brettern oder als ungeschränkte Version mit dem schmaler gearbeiteten Rücken für Baumpflege und Obstbaumschnitt.
- Die Kugihiki ((木)釘挽, (Ki)kugihiki, „(Holz-)Nagelsäge“) ist für das bündige Absägen z. B. von Dübeln. Die Verzahnung ist nicht geschränkt, so dass die Säge flach auf das Material gelegt werden kann, aus dem der Dübel vorsteht.

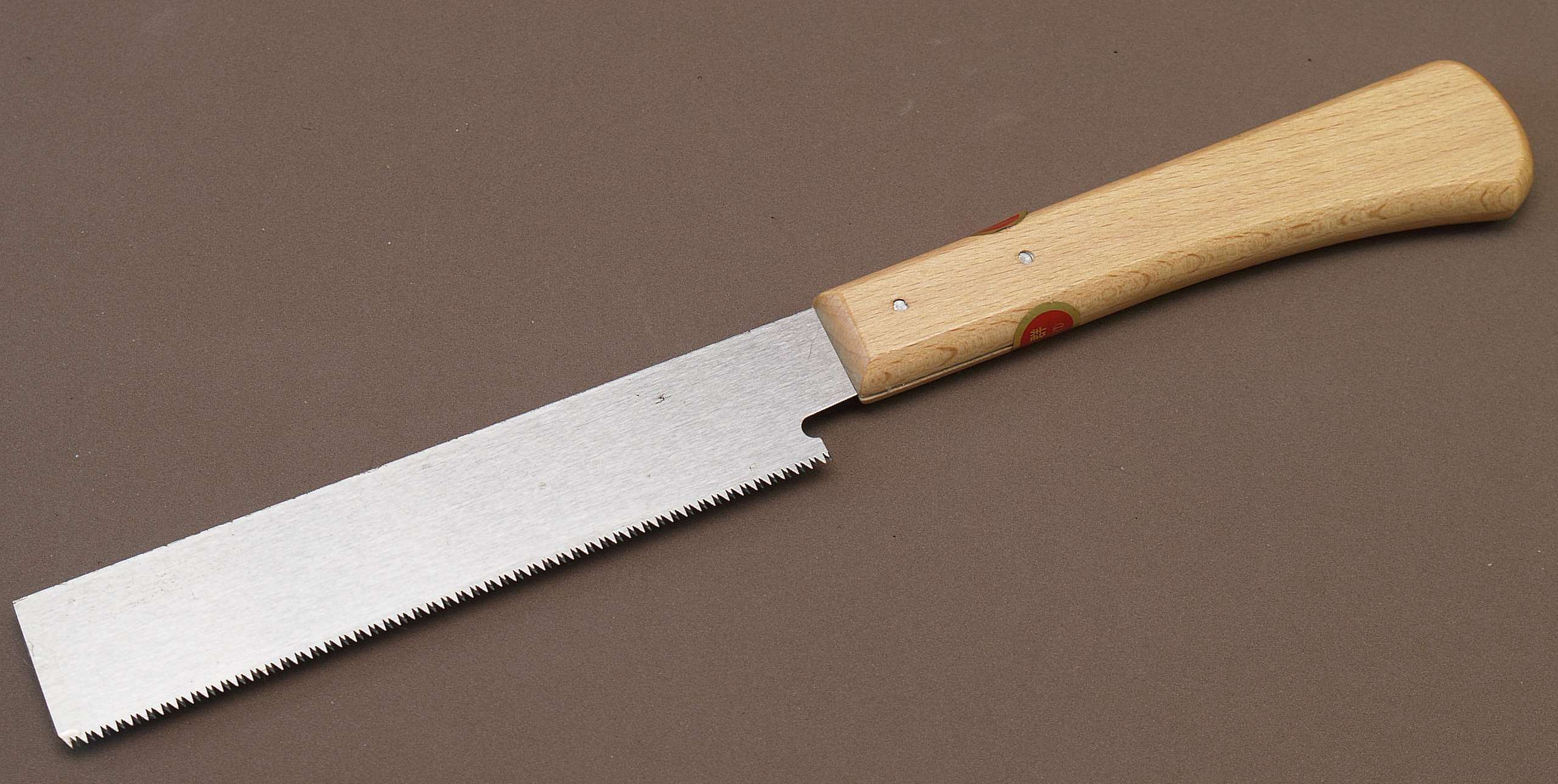
Kugihiki
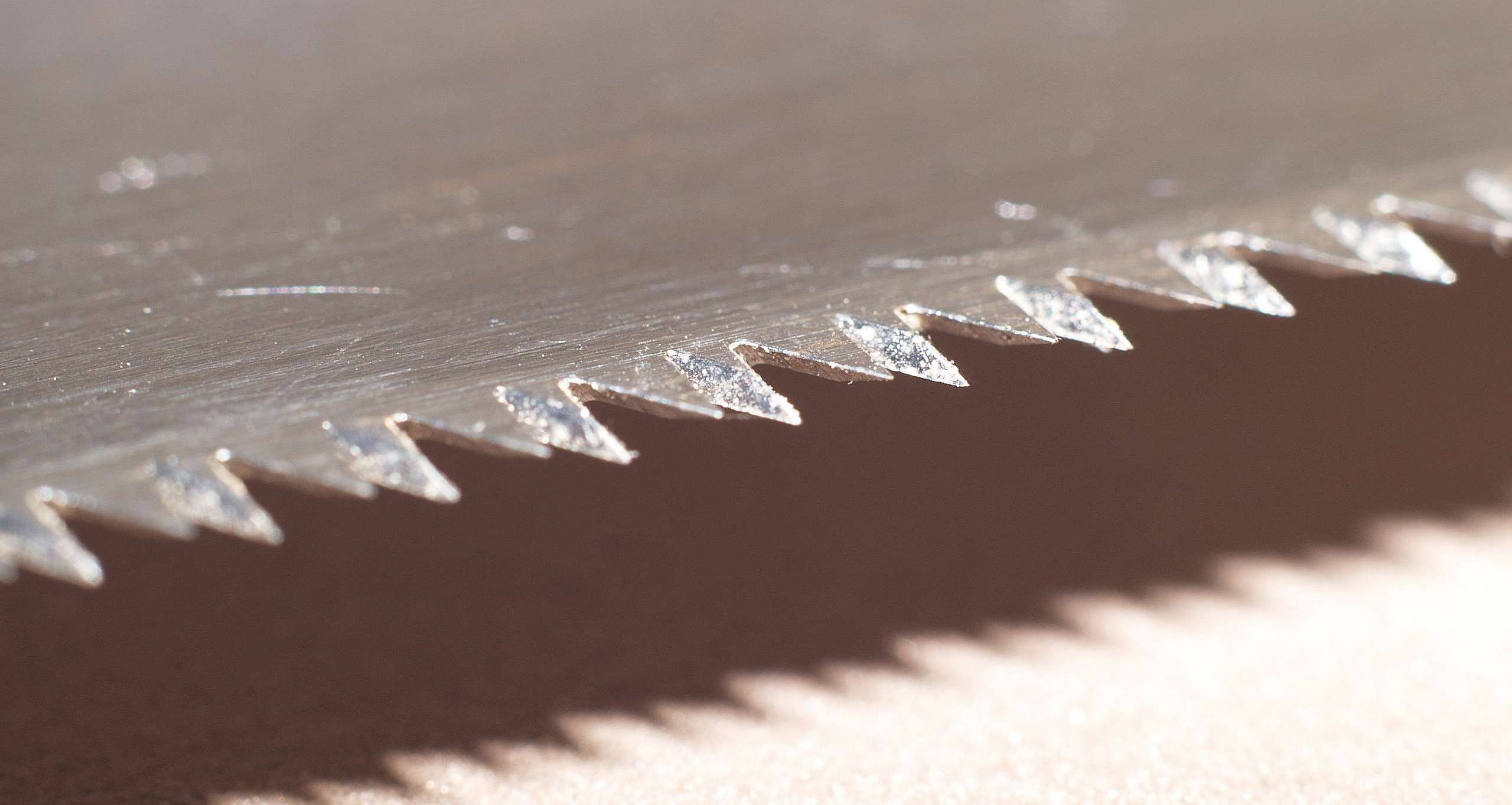
Kugihiki (ungeschränkte, geschliffene Zähne)

- Die Ryōba (両歯, „Doppelzähne“) ist eine beidseitig verzahnte Säge. Eine Seite mit Dreiecksverzahnung dient dabei ausschließlich Längsschnitten, die andere mit Trapezverzahnung Quer- oder Schrägschnitten im Holz.

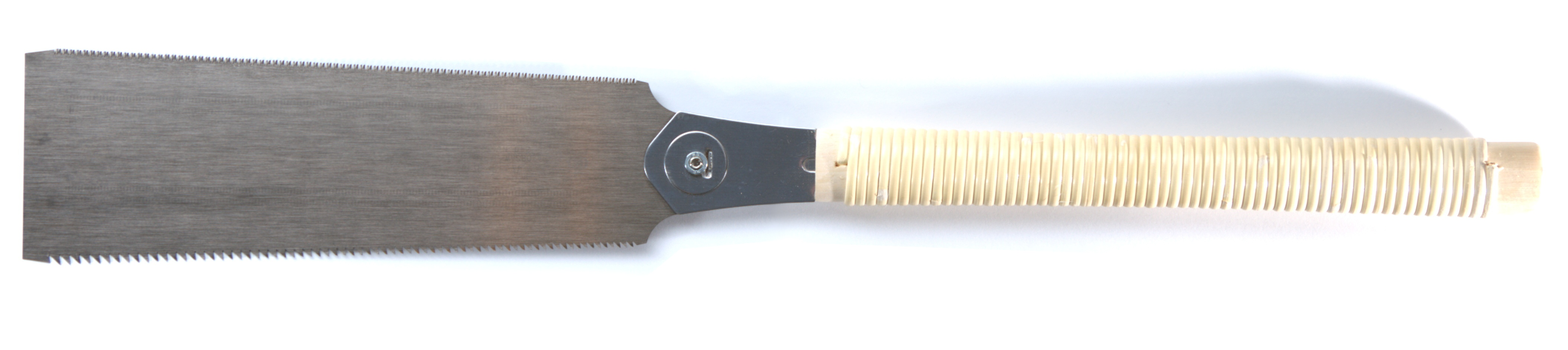
Ryōba

Das Sägeblatt ist traditionell mit der Angel aus einem Stück geschmiedet, modernere Sägen haben oft auswechselbare Blätter, die im Griff mit einer Schraube fixiert sind. Der stangenförmige, hölzerne Griff ist etwa 20–30 cm lang mit einem ovalen Querschnitt. Er wird auf der ganzen Länge mit To (Peddigrohr) umwickelt. Es gibt aber auch Modelle, bei denen die Sägeblätter mit einer speziellen Spannvorrichtung eingeklemmt werden. Bei diesen Modellen wird keine Spannschraube benötigt.
Nachteile bestehen evtl. für ungeübte oder unaufmerksame Nutzer. Die oft recht dünnen Sägeblätter können bei schlechter Sägeführung leicht abknicken. Da diese Sägen vergleichsweise wenig Material abtragen und einen schmalen Schnitt erzeugen, ist die Schnittrichtung (üblicherweise durch das Verkanten der Säge) schwerer zu korrigieren.

## Verzahnungsarten
Trapezverzahnung
Bevorzugt für Schnitte quer zur Faser. Die Zähne mit wechselseitigem Anschliff und je drei Schneidfasen trennen die Holzfasern rasiermesserscharf und hinterlassen sehr saubere Oberflächen. Die Trapezverzahnung erlaubt eine engere Zahnteilung.
Dreiecksverzahnung
Für Schnitte längs zur Faser. Die Zahnteilung variiert über die Länge, um den Anschnitt zu erleichtern und die Wirkung zu verbessern.
Universalverzahnung
Eine Mischform der genannten Zahntypen, für Schnitte quer, längs und diagonal zur Faser.